# Почище напалма
«Почище напалма» — кинофильм.

## Сюжет
С раннего детства братья Уайлдер и Уоллас могли воспламенять предметы силой мысли, и однажды эта способность к пирокинезу стала причиной трагической гибели человека. После этого братья пошли в жизни разными дорогами: Уайлдер решил забыть о своём даре и стал обычным пожарником, а Уоллас, напротив, стал известной цирковой звездой. Спустя много лет судьба снова сводит братьев вместе, и краеугольным камнем в их отношениях становится жена Уайлдера, страдающая латентной пироманией.

## В ролях
- Дебра Уингер — Вайда Фудройант
- Деннис Куэйд — Уоллас Фудройант
- Арлисс Ховард — Уайлдер Фудройант
- Майкл Эммет Уолш — начальник пожарной бригады
- Джим Варни — Рекс
- Эллис Бисли — диктор